# Kenny Chery
Kenny Chery, né le 24 janvier 1992 à Montréal au Québec, est un joueur canadien de basket-ball. Il évolue au poste de meneur.

## Biographie
Chery est né de parents haïtiens, dans un foyer où seul le créole était parlé, alors qu'il apprenait le français à l'école. Il s'est essayé au hockey sur glace, mais s'est progressivement tourné vers le basketball alors qu'il participait à des tournois de basketball autour de Montréal. Chaque été, Chery rendait visite chaque année à son cousin à Brooklyn, où il disputait des matchs de basket en extérieur contre des joueurs talentueux plus âgés, cela lui a permis de développer son jeu. C'est au cours de ces visites que Chery a commencé à apprendre l'anglais.
Après une saison avec Boulazac, il reste en France et rejoint Nanterre 92.
Chery rejoint le club russe de l'Avtodor Saratov en août 2021 et quitte le club après l'invasion de l'Ukraine par la Russie. Il s'engage en mars 2022 avec le CB Gran Canaria en championnat d'Espagne.

## Clubs successifs
- 2015-2016 :  Alba Fehérvár (D1)
- 2016-2017 :  Real Betis Baloncesto (Liga Endesa)
- 2017-2018 :  San Sebastián Gipuzkoa Basket Club (Liga Endesa)
- 2018-2019 :  Boulazac BD (Jeep Élite)
- 2019-2020 :  Nanterre 92 (Jeep Élite)
- 2020-2021 :  Germani Brescia Leonessa (LegA)
- 2021-2022 :  BC Avtodor Saratov (VTB League)
- 2022 :  CB Gran Canaria (Liga ACB)
- Depuis 2022 :  Petkim Spor (Süper Ligi)